# Tschogha Zanbil
Koordinaten: 32° 0′ 30″ N, 48° 31′ 15″ O
Tschogha Zanbil (persisch چغا زنبيل, DMG Čoġā Zanbīl [tʃoˌγɔː zæmˈbiːl], antik Dur-Untasch) ist eine mittelelamische Residenzstadt, die von König Untasch-Napirischa (Untasch-GAL) (1275–1240 v. Chr.), dem Sohn von Humban-Numena, gegründet worden war. Die Stadt liegt ca. 40 km südöstlich von Susa (Schusch) in der heutigen iranischen Provinz Chuzestan. Wie andere orientalische Herrscher der etwa gleichen Zeit verließ auch Untasch-Napirischa die alte Hauptstadt seines Landes, um eine neue Stadt zu gründen. Die Stadt ist vielleicht nach dem Vorbild von Dur-Kurigalzu angelegt. Um 640 v. Chr. wurde Dur-Untasch durch die Truppen des assyrischen Königs Assurbanipal erobert. Die Stadt war aber etwa bis Ende der elamischen Epoche im 6. Jahrhundert v. Chr. besiedelt. Heute sind die Ruinen als UNESCO-Welterbe anerkannt.

## Name
Der Name Tschogha Zanbil bedeutet „Korbhügel“. Andere Schreibarten des Namens sind Chogha Zanbil, Choga Zanbil, Tsoga Zambil und Tchoga Zanbil.

## Topographie
Die Stadt ist ca. 100 ha groß und von einer Mauer umgeben.

### Tempel
In der Mitte befindet sich ein ummauerter Tempelbezirk, dessen architektonisches Kernstück eine heute noch 25 m hohe (ursprünglich wohl um die 50 m hohe) Zikkurat ist, die einen der am besten erhaltenen Tempeltürme Mesopotamiens darstellt. Sie hat eine Seitenlänge von 105 m und ist die bisher älteste in Elam gefundene Zikkurat. Sie bildete den Untersatz für einen Hochtempel auf vier Terrassen und war Napirischa und Inschuschinak geweiht. Die Zikkurat wurde über einem Flachtempel des Inschuschinak errichtet, der mit Lehmziegeln zugesetzt wurde. Der Zugang erfolgte nicht über Außentreppen, wie in Mesopotamien, sondern über Treppen im Innern. Der Tempel war vermutlich mit glasierten Ziegeln verkleidet, die oberen Stockwerke mit glasierten Knaufziegeln (Tonnägeln) verziert. An den Tempelportalen wurden halb-lebensgroße Tonfiguren von Stieren und Greifen gefunden. Auf dem Rücken der Stierfigur befindet sich eine Weiheinschrift an Inschuschinak. Im Umkreis der Zikkurat befanden sich Podeste und kleinere ebenerdige Tempel, die Votivgaben enthielten. Auf sie führte eine Prozessionsstraße zu, die mit Backsteinfragmenten gepflastert war.
In der Nähe der Zikkurat lagen drei weitere Tempel, von denen einer der Göttin Kiriša geweiht war. Andere Tempelanlagen befanden sich im Temenos-Bereich. Außerhalb vom Temenos war nur ein Tempel südlich der Paläste errichtet. Er war dem Gott Nusku geweiht. Ghirshman sieht in ihm einen Vorläufer der persischen Feuertempel, da der zentrale Raum nicht überdacht gewesen sei.

### Paläste

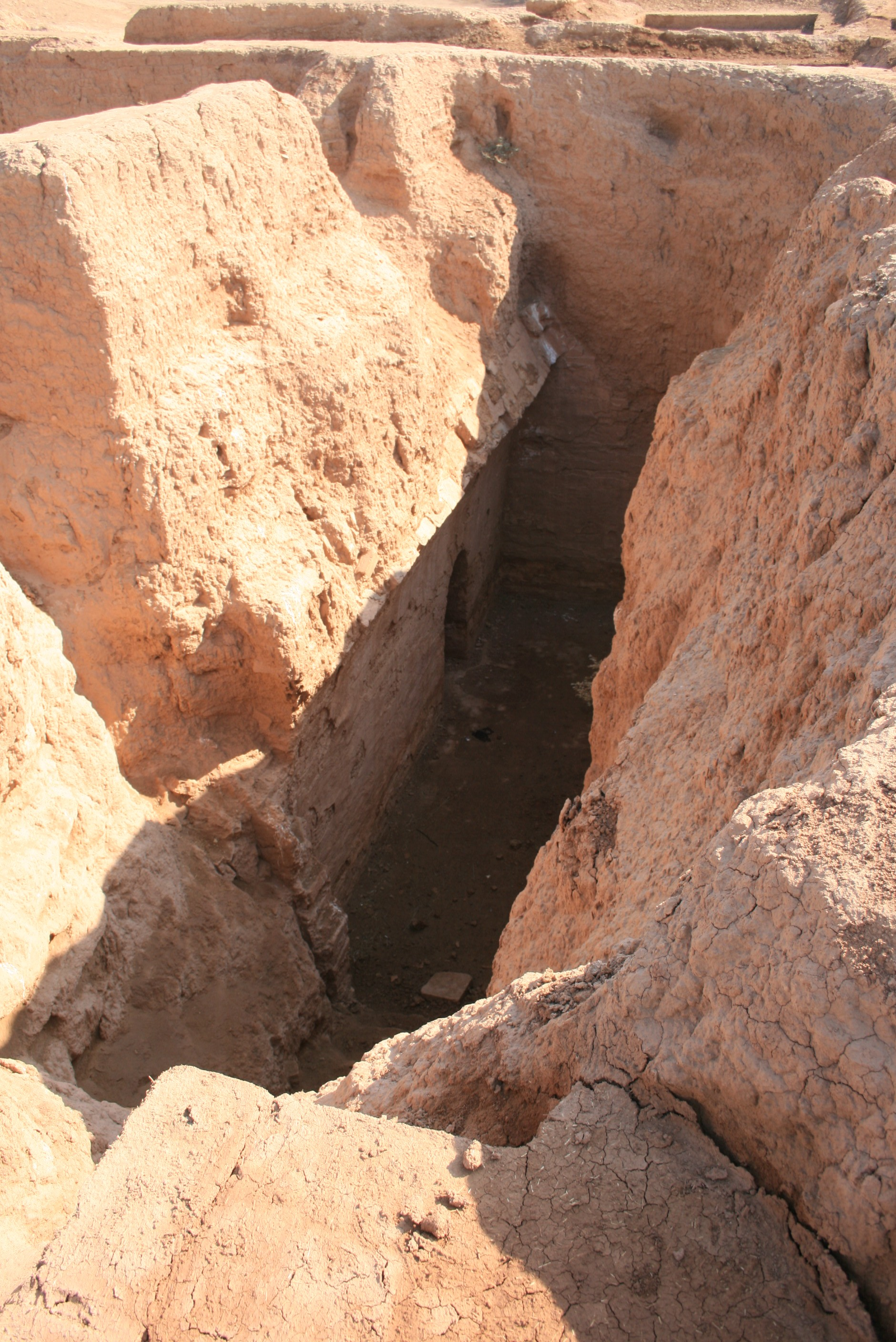
Palast von Tschogha Zanbil mit Gruft

Im Nordosten der Stadt befanden sich vier Paläste, die um zentrale Höfe gegliedert waren und vermutlich kassitischen Vorbildern folgen. Die Fassaden waren mit farbigen Reliefziegeln verziert. Elfenbeineinlagen gehörten wohl zu kostbaren Möbeln.
Im südlichsten Palast fanden sich fünf unterirdische Grüfte. Nur wenige Überreste von Bestattungen wurden festgestellt.

### Wasserversorgung

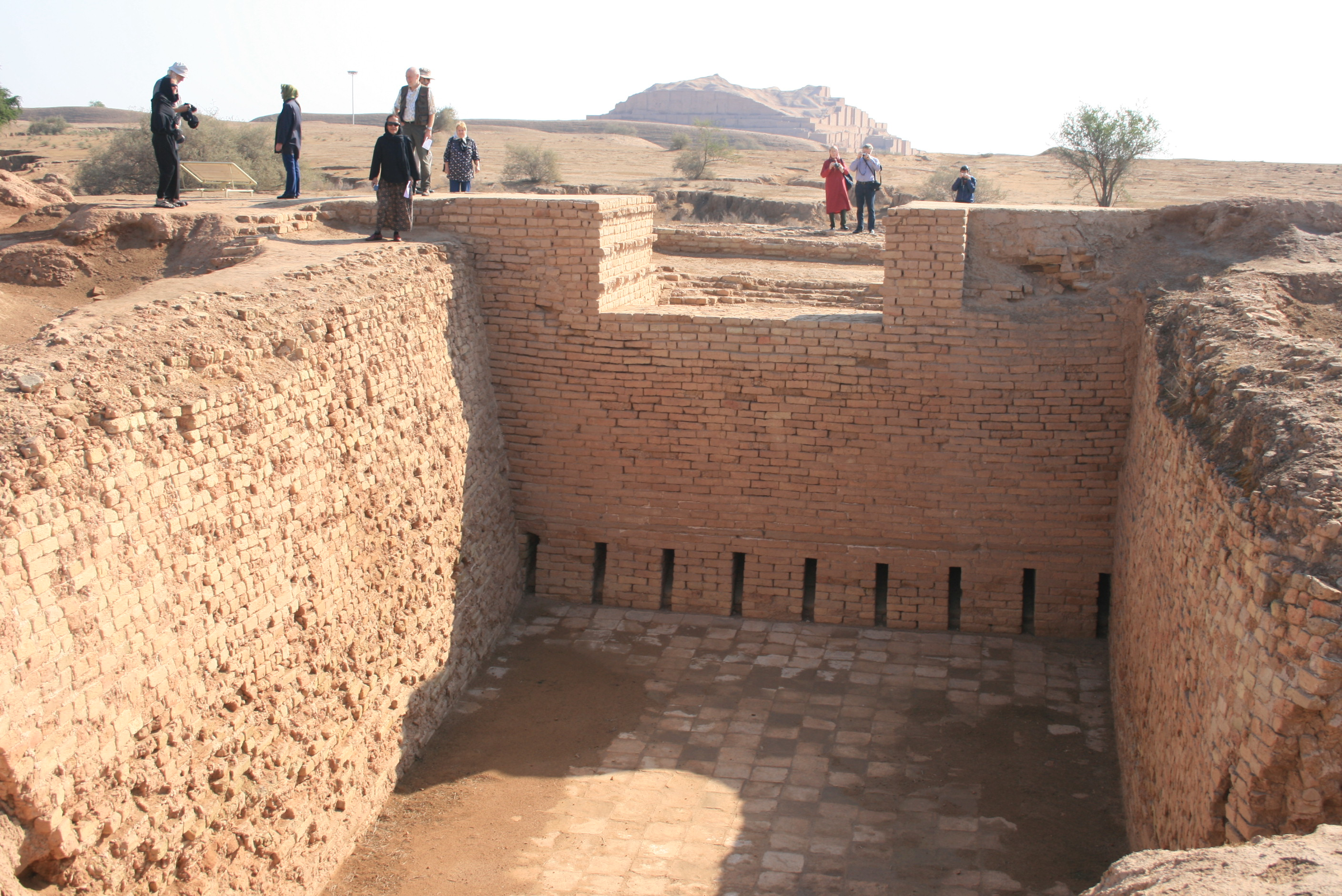
Wasserreservoir am Ende des Untasch-Napirischa-Kanals

Da der neben der Stadt gelegene Fluss Dez tief ins Gelände eingeschnitten ist und der Grundwasserspiegel mehr als 50 Meter tief liegt, musste das Wasser über einen 50 km langen Kanal aus dem Fluss Karche nahe Susa bezogen werden. Der Kanal wurde von Untasch-Napirischa erbaut. Er führte am Haft Tepe vorbei und endete in einem noch heute sichtbaren großen Reservoir vor der nordwestlichen Stadtmauer. Dieses hatte in Verbindung mit weiteren darauf folgenden kleineren Becken die Aufgabe der Aufbereitung des Wassers vor der Einspeisung in die Feinverteilung der Stadt. Das über 3000 Jahre alte Bauwerk gilt als die älteste Wasseraufbereitungsanlage der Welt.

## Forschungsgeschichte

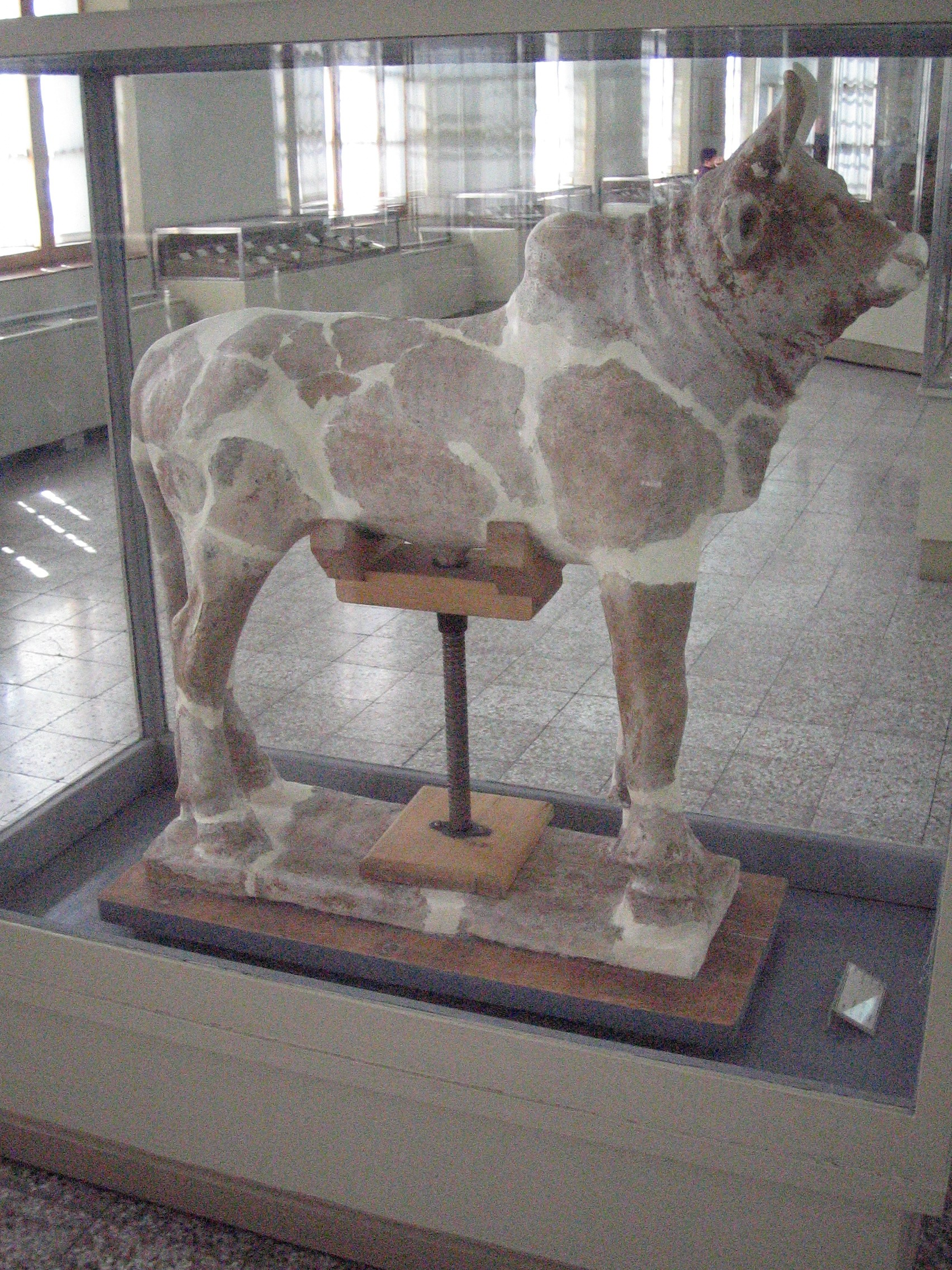
Tönerne Stierfigur, Tschogha Zanbil, 1250 v. Chr.

Tschogha Zanbil wurde um 1935 vom Flugzeug aus von Geologen entdeckt, die in der Gegend nach Öl suchten. Ausgrabungen durch französische Teams unter Roman Ghirshman fanden hauptsächlich 1936, 1939 und 1951 bis 1962 statt. Von 1999 bis 2005 wurden weitere archäologische Untersuchungen unter der Leitung von Behzad Mofidi-Nasrabadi im Rahmen eines UNESCO-Projekts in Tschogha Zanbil durchgeführt.

## Wichtige Funde
- halb-lebensgroße Tonfiguren von Stieren und Greifen
- zahlreiche Fritte-Siegel im Kerbschnitt-Stil
- weibliche Figur aus Fritte aus dem Tempel der Pinikir
- silberne Votivaxt aus dem Tempel der Pinikir, mit einem Löwenkopf und Eber verziert